# Eesti Meistrivõistlused (maschile)
La Eesti Meistrivõistlused è la massima serie del campionato estone di pallavolo maschile: al torneo partecipano quattro squadre di club estoni e la squadra vincitrice si fregia del titolo di campione d'Estonia.

## Albo d'oro
| Anno          | Podio         | Podio         | Podio         |
| Campione      | Seconda       | Terza         |               |
| ------------- | ------------- | ------------- | ------------- |
| 1992 Dettagli | Vinni         | Tallinna      | Pärnu         |
| 1993 Dettagli | Pärnu         | Rakvere       | Tallinna      |
| 1994 Dettagli | Tallinna      | Pärnu         | Rakvere       |
| 1995 Dettagli | Rakvere       | Pärnu         | Tallinna      |
| 1996 Dettagli | Rakvere       | Pärnu         | Tartumaa      |
| 1997 Dettagli | Rakvere       | Pärnu         | Tallinna      |
| 1998 Dettagli | Tartu         | Viljandi      | Rakvere       |
| 1999 Dettagli | Tartu         | Pärnu         | Rakvere       |
| 2000 Dettagli | Pärnu         | Duo           | Rakvere       |
| 2001 Dettagli | Pärnu         | Duo           | Audentese     |
| 2002 Dettagli | Pärnu         | Duo           | Sylvester     |
| 2003 Dettagli | Pärnu         | Duo           | Sylvester     |
| 2004 Dettagli | Pärnu         | Sylvester     | Duo           |
| 2005 Dettagli | Audentese     | Duo           | Sylvester     |
| 2006 Dettagli | Duo           | Audentese     | Sylvester     |
| 2007 Dettagli | Audentese     | Duo           | Pärnu         |
| 2008 Dettagli | Audentese     | Duo           | Pärnu         |
| 2009 Dettagli | Audentese     | Duo           | Pärnu         |
| 2010 Dettagli | Audentese     | Pärnu         | Duo           |
| 2011 Dettagli | Audentese     | Duo           | Pärnu         |
| 2012 Dettagli | Duo           | Audentese     | Pärnu         |
| 2013 Dettagli | Audentese     | Pärnu         | Duo           |
| 2014 Dettagli | Duo           | Audentese     | Pärnu         |
| 2015 Dettagli | Pärnu         | Duo           | TalTech       |
| 2016 Dettagli | Audentese     | Pärnu         | Rakvere       |
| 2017 Dettagli | Audentese     | Duo           | Pärnu         |
| 2018 Dettagli | Saaremaa      | Duo           | Pärnu         |
| 2019 Dettagli | Pärnu         | Duo           | Saaremaa      |
| 2020 Dettagli | Non assegnato | Non assegnato | Non assegnato |
| 2021 Dettagli | Duo           | Saaremaa      | Audentese     |
| 2022 Dettagli | Duo           | Pärnu         | TalTech       |
| 2023 Dettagli | TalTech       | Duo           | Võru          |
| 2024 Dettagli | TalTech       | Võru          | Pärnu         |

## Palmarès
| Squadra   | Titolo | Stagione                                             |
| --------- | ------ | ---------------------------------------------------- |
| Audentese | 9      | 2005, 2007, 2008, 2009, 2010, 2011, 2013, 2016, 2017 |
| Pärnu     | 8      | 1993, 2000, 2001, 2002, 2003, 2004, 2015, 2019       |
| Duo       | 5      | 2006, 2012, 2014, 2021, 2022                         |
| Rakvere   | 3      | 1995, 1996, 1997                                     |
| Tartu     | 2      | 1998, 1999                                           |
| TalTech   | 2      | 2023, 2024                                           |
| Vinni     | 1      | 1992                                                 |
| Tallinna  | 1      | 1994                                                 |
| Saaremaa  | 1      | 2018                                                 |